# Trimenia neocaledonica
Trimenia neocaledonica är en tvåhjärtbladig växtart som beskrevs av E. G. Baker. Trimenia neocaledonica ingår i släktet Trimenia och familjen Trimeniaceae. Inga underarter finns listade.